# Hymenodictyon septentrionale
Hymenodictyon septentrionale là một loài thực vật có hoa trong họ Thiến thảo. Loài này được Cavaco mô tả khoa học đầu tiên năm 1965.